# ویلیام ونکور
ویلیام برنده (انگلیسی: William Vainqueur؛ زادهٔ ۱۹ نوامبر ۱۹۸۸) بازیکن فوتبال اهل فرانسه است.
از باشگاه‌هایی که در آن بازی کرده‌است می‌توان به باشگاه فوتبال نانت، باشگاه فوتبال آ.اس. رم، باشگاه فوتبال استاندارد لیژ، و باشگاه فوتبال دینامو مسکو اشاره کرد.
وی همچنین در تیم‌های ملی فوتبال زیر ۱۹ سال فرانسه و زیر ۲۱ سال فرانسه بازی کرده‌است.